# Trimma
Trimma és un gènere de peixos de la família dels gòbids i de l'ordre dels perciformes.

## Taxonomia
- Trimma agrena (Winterbottom & Chen, 2004)[2]
- Trimma anaima (Winterbottom, 2000)[3]
- Trimma annosum (Winterbottom, 2003)[4]
- Trimma anthrenum (Winterbottom, 2006)[5]
- Trimma avidori (Goren, 1978)[6]
- Trimma barralli (Winterbottom, 1995)[7]
- Trimma benjamini (Winterbottom, 1996)[8]
- Trimma bisella (Winterbottom, 2000)[3]
- Trimma caesiura (Jordan & Seale, 1906)[9]
- Trimma cana (Winterbottom, 2004)[10]
- Trimma caudipunctatum (Suzuki & Senou, 2009)[11]
- Trimma corallinum (Smith, 1959)[12]
- Trimma dalerocheila (Winterbottom, 1984)[13]
- Trimma emeryi (Winterbottom, 1985)[14]
- Trimma fangi (Winterbottom & Chen, 2004)[2]
- Trimma filamentosus (Winterbottom, 1995)[7]
- Trimma fishelsoni (Goren, 1985)[15]
- Trimma flammeum (Smith, 1959)[12]
- Trimma flavatrum (Hagiwara & Winterbottom, 2007)[16]
- Trimma flavicaudatus (Goren, 1982)[17]
- Trimma fraena (Winterbottom, 1984)[13]
- Trimma fucatum (Winterbottom & Southcott, 2007)[18]
- Trimma gigantum (Winterbottom & Zur, 2007)[19]
- Trimma grammistes (Tomiyama, 1936)[20]
- Trimma griffithsi (Winterbottom, 1984)[13]
- Trimma haima (Winterbottom, 1984)[13]
- Trimma halonevum (Winterbottom, 2000)[21]
- Trimma hayashii (Hagiwara & Winterbottom, 2007)[16]
- Trimma hoesei (Winterbottom, 1984)[13]
- Trimma hotsarihiensis (Winterbottom, 2009)[22]
- Trimma imaii (Suzuki & Senou, 2009)[11]
- Trimma kudoi (Suzuki & Senou, 2008)[23]
- Trimma lantana (Winterbottom & Villa, 2003)[24]
- Trimma macrophthalma (Tomiyama, 1936)[20]
- Trimma marinae (Winterbottom, 2005)[25]
- Trimma mendelssohni (Goren, 1978)[6]
- Trimma milta (Winterbottom, 2002)[26]
- Trimma nasa (Winterbottom, 2005)[25]
- Trimma naudei (Smith, 1957)[27]
- Trimma necopinus (Whitley, 1959)[28]
- Trimma nomurai (Suzuki & Senou, 2007)[29]
- Trimma okinawae (Aoyagi, 1949)[30]
- Trimma omanensis (Winterbottom, 2000)[3]
- Trimma preclarum (Winterbottom, 2006)[5]
- Trimma randalli (Winterbottom & Zur, 2007)[19]
- Trimma rubromaculatus (Allen & Munday, 1995)[31]
- Trimma sanguinellus (Winterbottom & Southcott, 2007)[18]
- Trimma sheppardi (Winterbottom, 1984)[13]
- Trimma sostra (Winterbottom, 2004)[10]
- Trimma squamicana (Winterbottom, 2004)[10]
- Trimma stobbsi (Winterbottom, 2001)[32]
- Trimma striata (Herre, 1945)[33]
- Trimma tauroculum (Winterbottom & Zur, 2007)[19]
- Trimma taylori (Lobel, 1979)[34]
- Trimma tevegae (Cohen & Davis, 1969)[35]
- Trimma unisquamis (Gosline, 1959)[36]
- Trimma volcana (Winterbottom, 2003)[37]
- Trimma winchi (Winterbottom, 1984)[13]
- Trimma winterbottomi (Randall & Downing, 1994)[38]
- Trimma woutsi (Winterbottom, 2002)[26]
- Trimma yanagitai (Suzuki & Senou, 2007)[29]
- Trimma yanoi (Suzuki & Senou, 2008)[23][39][40][41][42][43][44][45]